# Варзеа-да-Роса
Варзеа-да-Роса (порт. Várzea da Roça)  —  муниципалитет в Бразилии. входит в штат Баия. Составная часть мезорегиона Северо-центральная часть штата Баия. Входит в экономико-статистический микрорегион Итабераба, который входит в Северо-центральная часть штата Баия. Население составляет 14 479 человек на 2007 год. Занимает площадь 549,339 км². Плотность населения — 26,3 чел./км².
Праздник города —  25 февраля.

## Статистика
- Валовой внутренний продукт на 2003 год составляет 21 810 661,00 реалов (данные: Бразильский институт географии и статистики).
- Валовой внутренний продукт на душу населения на 2003 год составляет 1591,32 реал (данные: Бразильский институт географии и статистики).
- Индекс развития человеческого потенциала на 2000 год составляет 0,591 (данные: Программа развития ООН).